# DFL-Ligapokal
DFB-Ligapokal (oficiální názvem Premiere Ligapokal, pozdějším názvem DFL-Ligapokal) byla fotbalová ligová pohárová vyřazovací soutěž pořádající se na území Německa. Soutěž byla založena v roce 1997, zanikla v roce 2007.
Nejúspěšnějším týmem byl s šesti prvenstvími Bayern Mnichov.

## Nejlepší kluby v historii - podle počtu vítězství
Zdroj: 
| Vítězové ligového poháru |        |                                    |
| Klub                     | Tituly | Vítězné ročníky                    |
| FC Bayern Mnichov        | 6      | 1997, 1998, 1999, 2000, 2004, 2007 |
| Hertha BSC               | 2      | 2001, 2002                         |
| Hamburger SV             | 2      | 1972/73, 2003                      |
| FC Schalke 04            | 1      | 2005                               |
| Werder Brémy             | 1      | 2005                               |